# أرجينين ألفا كيتوغلوتارات
أرجينين ألفا كيتوغلوتارات (AAKG) (Arginine alpha-ketoglutarate) هو ملح الحمض الأميني أرجينين وحمض الالفا جلوتاريك. درست دراسة حديثة آثار مكملات AAKG على معدل ضربات القلب، ضغط الدم، وتدفق الدم، ومستويات NOx/NO2، ومستويات ل-أرجينين.

## أقرأ أيضاً
- أرجينين